# Limnephilus binotatus
Limnephilus binotatus är en nattsländeart som beskrevs av Curtis 1834. Limnephilus binotatus ingår i släktet Limnephilus, och familjen husmasknattsländor. Arten är reproducerande i Sverige.

## Bildgalleri

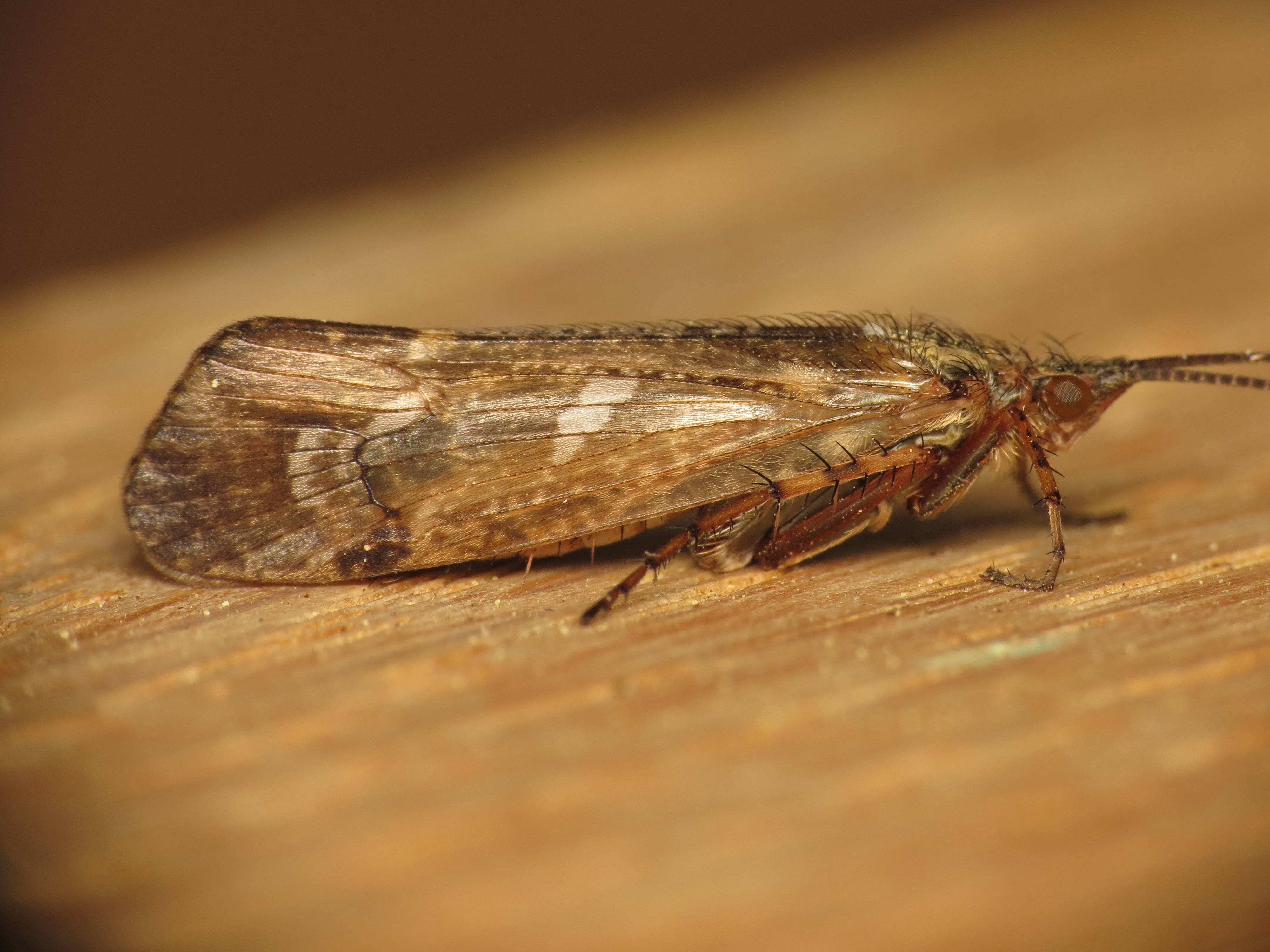
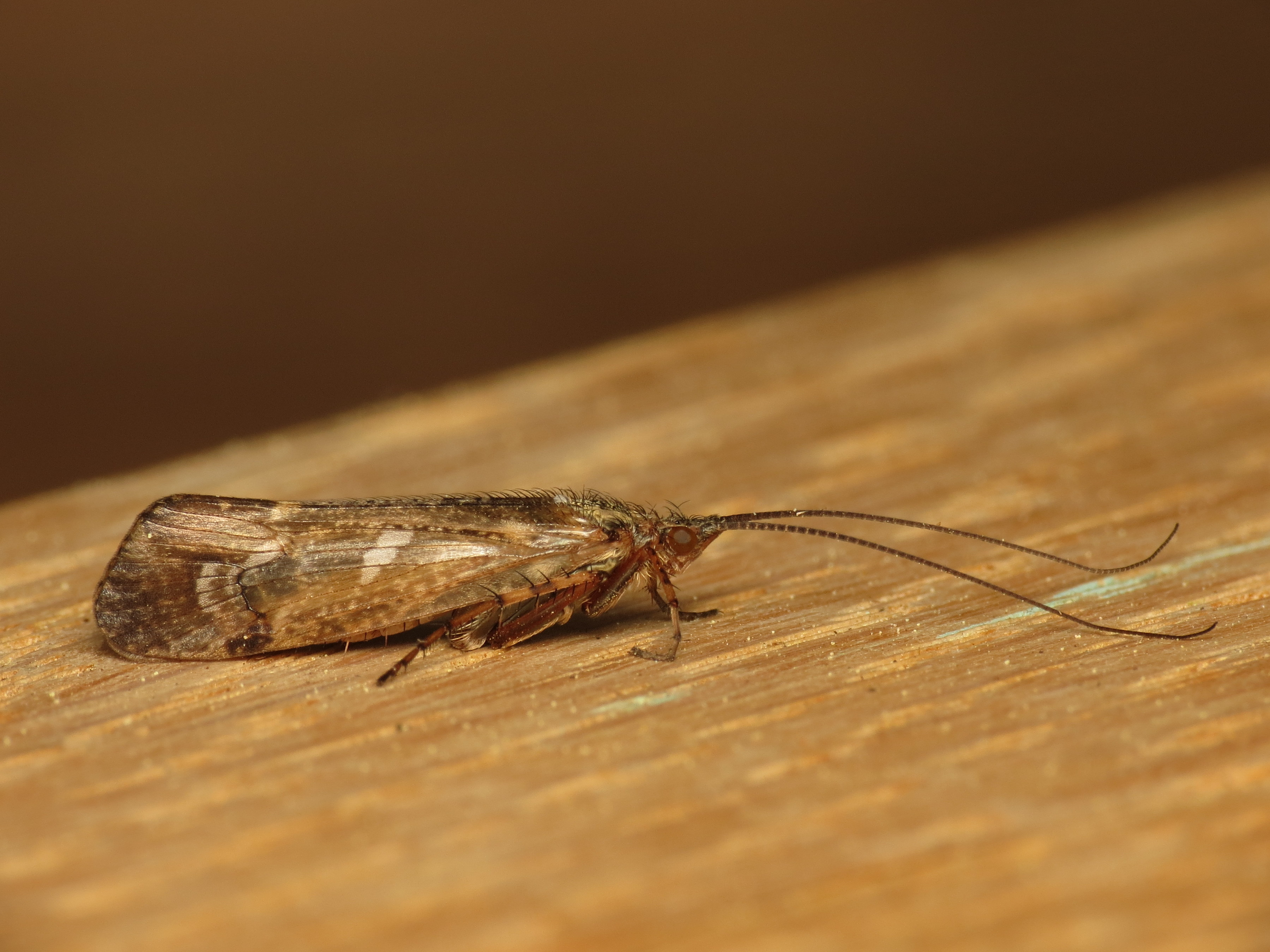
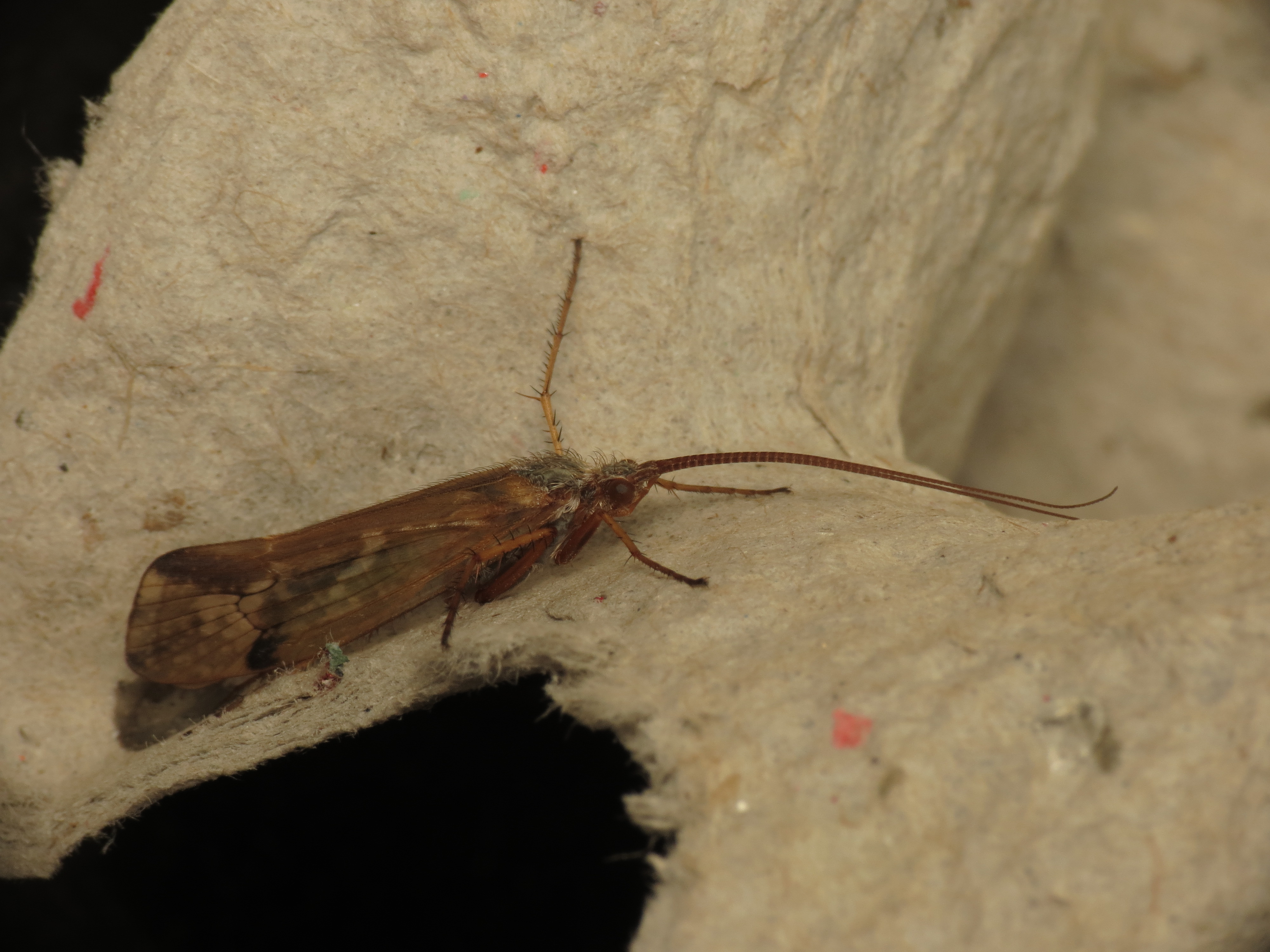
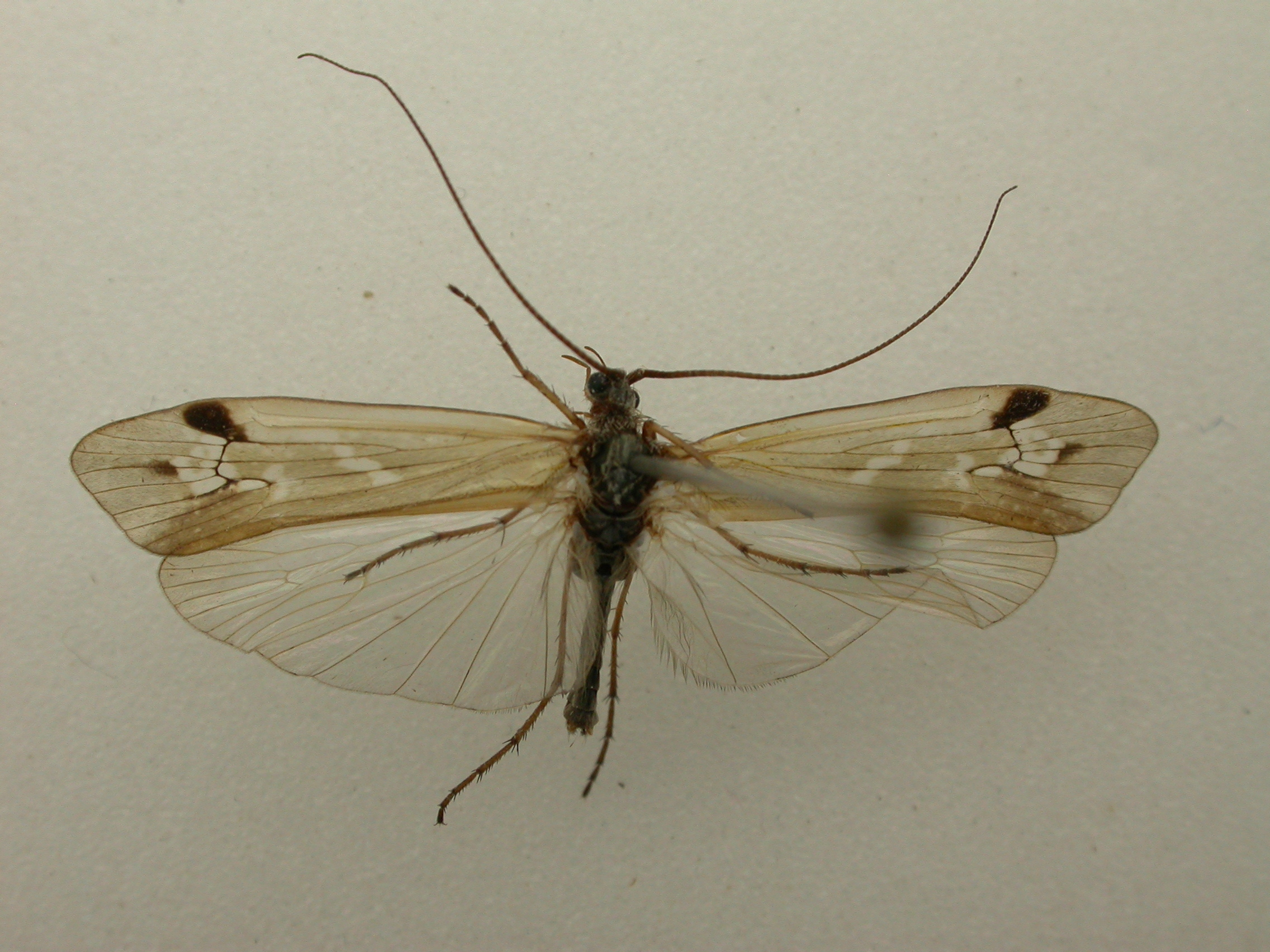